# 1905 у футболі
Нижче наведені футбольні події 1905 року у всьому світі.

## Засновані клуби
- Бока Хуніорс
- Галатасарай
- Крістал Пелес
- Чарльтон Атлетик
- Челсі

## Національні чемпіони
- Німеччина
  - Уніон 92 Берлін

- Угорщина
  - Ференцварош

- Шотландія
  - Селтік